# パリアン・アローズ
インディアン・アローズ（Indian Arrows）は、インドの西ベンガル州コルカタに本拠地を置く、Iリーグ所属のサッカークラブである。

## 概要
2010年創設。全インドサッカー連盟が中心となって、若手選手に対する実践機会の場を提供することを念頭において設立されたサッカークラブである。ユース年代を卒業した選手が中心となって編成されており、サッカーインド代表への輩出を目指している。Iリーグでは1部リーグに在籍しているが、若手育成という観点から成績が悪くても2部リーグへの降格を免除されている。